# Лупу
Лупу (рум. Lupu) — село у повіті Алба в Румунії. Входить до складу комуни Чергеу.
Село розташоване на відстані 248 км на північний захід від Бухареста, 30 км на схід від Алба-Юлії, 80 км на південь від Клуж-Напоки, 135 км на захід від Брашова.

## Населення
За даними перепису населення 2002 року у селі проживали 325 осіб, усі — румуни. Усі жителі села рідною мовою назвали румунську.